# أبو بكر بن الحسن بن علي
أبو بكر بن الحسن بن علي هو ابن الحسن بن علي بن أبي طالب حفيد الرسول محمد، رافق عمه الحسين إلى كربلاء وشارك معه في معركة كربلاء وقتله عبد الله بن عقبة، وكان مقتله بعد مقتل القاسم بن الحسن.

## نسبه
هو:  أبو بكر بن  الحسن بن علي بن أبي طالب بن عبد المطلب بن هاشم بن عبد مناف بن قصي بن كلاب بن مرة بن كعب بن لؤي بن غالب بن فهر بن مالك بن قريش بن كنانة بن خزيمة بن مدركة بن إلياس بن مضر بن نزار بن معد بن عدنان.

## طالع كذلك
- معركة كربلاء